# Villecourt
Villecourt là một xã ở tỉnh Somme, vùng Hauts-de-France, Pháp.

## Địa lý
A small village Xã này có cự ly khoảng 30 dặm Anh (48 km) east về phía đồng nam của Amiens, trên đường D15 và hai bên bờ Sông Somme.

## Dân số
| 1962                                                  | 1968 | 1975 | 1982 | 1990 | 1999 |
| ----------------------------------------------------- | ---- | ---- | ---- | ---- | ---- |
| 59                                                    | 60   | 48   | 49   | 46   | 58   |
| Số liệu dân số từ năm 1962, dân số không tính hai lần |      |      |      |      |      |